# Suchoj Su-30MK2
Suchoj Su-30MK2, förkortat Su-30MK2 (ryska: Сухой Су-30МК2, Су-30МК2), är ett enhetsflygplan som är en variant av det ryska stridsflygplanet Suchoj Su-30 och av den andra Su-30-varianten Suchoj Su-30MKK.

## Konstruktion
Su-30MK2 har en längd på 21,9 m, höjd på 6,4 m och en vingspann på 14,7 meter. Den maximala startvikten är mellan 34 500 och 38 000 kg och maxlasten är 8 000 kg.

## Beväpning
Kanon: 30mm GSh-301.
Robotar/missiler (exempel): Kh-31A och Kh-35E sjömålsrobotar, Kh-59ME, Kh-59MK och Kh-31P luft-till-mark-robotar, R-27T1, R-27ET1, R-27R1 och R-27ER1 jaktrobotar.
Bomber (exempel): KAB-500KR.
Balklägen: 12.

## Motorer
Su-30MK2 har två stycken turbojetmotorer av modellen AL-31F. Tack vare motorerna så kan planet uppnå en maxhastighet på ca 2100 km/h.

## Operatörer
I juli 2007 beställde Indonesien tre stycken Su-30MK2 för deras flygvapen. Planen levererades i januari 2009. I december 2011 skrev Ryssland ett kontrakt med Indonesien för att beställa ytterligare sex stycken Su-30MK2. De första två planen levererades i februari 2013, senare följd av den tredje och fjärde som levererades i maj samma år. De sista två kom i september.
I juli 2010 beställde Vietnam 20 stycken Su-30MK2. Den första satsen med fyra plan levererades i juni 2011 och i augusti två år efter skrevs ett kontrakt för de tolv andra planen. De sista två levererades under 2016.
I april 2010 beställde Uganda sex stycken Su-30MK2. De första två planen kom i juli 2011. Senare den tredje och fjärde som kom i november samma år. De sista två planen kom i maj 2012.
I juli 2006 skrev Ryssland ett kontrakt med Venezuela för 24 stycken Su-30MK2. De första två kom i november 2006.
I augusti 2004 fick Kina 24 Su-30MK2 som i nuläget används i deras flotta.

## Övrigt
Flygplanet har en max altitud på cirka 17 300 m.
Maximala räckvidden är ca 5600 km.